# Маковье (Клинцовский район)
Маковье — посёлок в Клинцовском районе Брянской области, в составе Лопатенского сельского поселения.
Расположен в 3 км к юго-западу от села Лопатни. Население — 50 человек (2010).
Основан в начале XX века (первоначально в составе Рожновской волости), также назывался Липяги («липяг» – старинное русское слово, означающее небольшой лесок в степи. В.И. Даль указывает, что  «липяк»  это возвышенность, покрытая лесом).
С 1920-х гг. до 2005 года входил в Лопатенский сельсовет.
Поселок Маковье подвергся загрязнению, вследствие катастрофы на Чернобыльской АЭС
| Годы      | 1917 | 1926 | 1979 | 1989 | 2002 | 2010 |
| --------- | ---- | ---- | ---- | ---- | ---- | ---- |
| Население | 91   | 115  | 271  | 145  | 77   | 50   |

35 человек (2013).
Будет упразднен как фактически не существующий в связи с переселением всех жителей на постоянное место жительства в другие населённые пункты